# Libertas (gwiazda)
Libertas (Ksi Aquilae, ξ Aql) – gwiazda znajdująca się w gwiazdozbiorze Orła. Odległa od Słońca o 204 lata świetlne. Jest olbrzymem typu widmowego G, jej obserwowana wielkość gwiazdowa wynosi +4,72m. 19 lutego 2008 roku odkryto orbitującą wokół niej planetę Fortitudo (Ksi Aquilae b).

## Nazwa
Nazwa gwiazdy nie jest nazwą tradycyjną, ale została wyłoniona w publicznym konkursie w 2015 roku. Pochodzi ona z łaciny i oznacza „wolność”. Jest to nawiązanie do symboliki orła (gwiazda i jej planeta znajdują się w gwiazdozbiorze Orła). Nazwę tę zaproponował klub studencki Libertyer z Uniwersytetu Hosei (Japonia).

## Układ planetarny
Wokół gwiazdy krąży planeta Ksi Aquilae b (Fortitudo), będąca gazowym olbrzymem.